# Jang Hyuk
Jeong Yong-jun (hangul: 정용준; rr: Jeong Yong-jun; nascido em 20 de dezembro de 1976), mais conhecido por seu nome artístico Jang Hyuk (hangul: 장혁; rr: Jang Hyeok), é um ator e rapper sul-coreano. Ele iniciou sua carreira artística em 1997 através do drama televisivo Model, desde então tornou-se mais conhecido por seus papéis nos filmes Volcano High (2001) e Windstruck (2004), e nos dramas televisivos Successful Story of a Bright Girl (2002), Thank You (2007), The Slave Hunters (2010), Fated to Love You (2014), Voice (2017) e Money Flower (2017).

## Vida pessoal
Jang casou-se em janeiro de 2008 com a instrutora de pilates Kim Yeo-jin. O casal esteve em um relacionamento desde 2002, quando se conheceram em uma academia. A cerimônia de casamento foi realizada em junho de 2008. Seus amigos íntimos, o cantor Kim Jong-kook e o ator Cha Tae-hyun, participaram da cerimônia. O casal possui dois filhos e uma filha, nascidos em fevereiro de 2008, novembro de 2009 e abril de 2015, respectivamente.

## Filmografia

### Filmes
| Ano  | Título                     | Papel                | Notas                                  |
| ---- | -------------------------- | -------------------- | -------------------------------------- |
| 1998 | Zzang                      | Im Se-bin            |                                        |
| 2001 | Volcano High               | Kim Kyung-soo        |                                        |
| 2002 | Jungle Juice               | Ki-tae               |                                        |
| 2002 | Public Toilet              | Kim Seon-bak         |                                        |
| 2003 | Please Teach Me English    | Park Moon-soo        |                                        |
| 2004 | Windstruck                 | Go Myung-woo         |                                        |
| 2004 | S Diary                    | Im Chan              | Participação                           |
| 2008 | Dance of the Dragon        | Kwon Tae-san         | Colaboração entre Coreia-Singapura-EUA |
| 2009 | Five Senses of Eros        | Jung Min-soo         | Segmento: "His Concern"                |
| 2009 | Rabbit and Lizard          | Eun-seol             | [ 5 ]                                  |
| 2009 | Searching for the Elephant | Hyun-woo             |                                        |
| 2011 | The Client                 | Han Cheol-min        |                                        |
| 2013 | The Flu                    | Kang Ji-goo          |                                        |
| 2014 | Innocent Thing             | Kim Joon-ki          |                                        |
| 2015 | Empire of Lust             | Príncipe Yi Bang-won |                                        |
| 2016 | Inside or Outside          | Woo-geom (Ou Jian)   | Colaboração Coreia-China               |
| 2017 | Because I Love You         | Vidente              | Participação                           |
| 2017 | Ordinary Person            | Choi Gyu-nam         |                                        |

### Televisão
| Ano  | Título                            | Papel                                              | Emissora      |
| ---- | --------------------------------- | -------------------------------------------------- | ------------- |
| 1997 | Model                             | Joon-ho                                            | SBS           |
| 1999 | School                            | Kang Woo-hyuk                                      | KBS2          |
| 1999 | Into the Sunlight                 | Han Myung-ha                                       | MBC           |
| 2000 | Wang Rung's Land                  | Bong-pil                                           | SBS           |
| 2002 | Successful Story of a Bright Girl | Han Gi-tae                                         | SBS           |
| 2002 | The Great Ambition                | Park Jae-young                                     | SBS           |
| 2007 | Thank You                         | Min Gi-seo                                         | MBC           |
| 2008 | Robber                            | Kwon Oh-joon                                       | SBS           |
| 2008 | Ryokiteki na Kanojo               | Estrela da hallyu "Jang Hyuk" (participação, ep.1) | TBS           |
| 2008 | Tazza                             | Kim Go-ni                                          | SBS           |
| 2010 | The Slave Hunters                 | Lee Dae-gil                                        | KBS2          |
| 2010 | Fall in Love with Anchor Beauty   | Chen Yi Po                                         | ZJSTV         |
| 2011 | Midas                             | Kim Do-hyun                                        | SBS           |
| 2011 | Deep Rooted Tree                  | Kang Chae-yoon/Ddol-bok                            | SBS           |
| 2013 | Iris II: New Generation           | Jung Yoo-gun                                       | KBS2          |
| 2014 | Fated to Love You                 | Lee Gun                                            | MBC           |
| 2014 | Drama Festival "Old Farewell"     | Kang Soo-hyuk                                      | MBC           |
| 2014 | Love Cells                        | Vizinho (participação)                             | Naver TV Cast |
| 2015 | Shine or Go Crazy                 | Wang So                                            | MBC           |
| 2015 | The Producers                     | Jang Hyun-sung (participação, ep.3)                | KBS2          |
| 2015 | The Merchant: Gaekju 2015         | Chun Bong-sam                                      | KBS2          |
| 2016 | A Beautiful Mind                  | Lee Young-oh                                       | KBS2          |
| 2017 | Voice                             | Moo Jin-hyuk                                       | OCN           |
| 2017 | Hit the Top                       | (participação, ep.2)                               | KBS2          |
| 2017 | Money Flower                      | Kang Pil-joo / Jang Eun-cheon                      | MBC           |
| 2018 | Wok of Love                       | Doo Chil-sung                                      | SBS           |
| 2018 | Bad Papa                          | Yoo Ji-cheol                                       | MBC           |
| 2019 | The Crowned Clown                 | Pai de Yi Heon (participação, ep.1)                | tvN           |
| 2019 | My Country                        | Yi Bang-won                                        | JTBC          |
| 2020 | Tell Me What You Saw              | Oh Hyun-jae                                        | OCN           |

### Programas de variedades
| Ano  | Título                            | Emissora    | Notas                       |
| ---- | --------------------------------- | ----------- | --------------------------- |
| 2013 | Real Men                          | MBC         | Membro do elenco (até 2014) |
| 2015 | Ding Ge Long Dong Qiang           | CCTV        | Membro Chuanju              |
| 2015 | The Friends in Croatia            | Kstar       | Membro do elenco            |
| 2017 | Dragon's Club: Overgrown Bromance | KBS2        | Elenco principal            |
| 2019 | Urban Cops                        | MBC Every 1 | Membro do elenco            |

### Participações em vídeos musicais
| Ano  | Título da Canção                 | Artista        |
| ---- | -------------------------------- | -------------- |
| 1997 | "Will You Understand (이해할께)" | Cho Kyu Man    |
| 1997 | "A Request"                      | Lee Seung-hwan |
| 1999 | "To Mother"                      | g.o.d          |
| 2000 | "God Bless TJ"                   | TJ Project     |
| 2000 | "Money"                          | TJ Project     |
| 2000 | "TJ's Love Story"                | TJ Project     |
| 2000 | "Take the Life of You"           | TJ Project     |
| 2000 | "Rain"                           | TJ Project     |
| 2000 | "Hey Girl"                       | TJ Project     |
| 2000 | "Love of Sun and Moon"           | TJ Project     |
| 2001 | "A Better Day"                   | jtL            |
| 2006 | "그저 흐르는 대로"               | UTO            |
| 2008 | "Impulse"                        | Elva Hsiao     |
| 2008 | "The Loneliness of Two People"   | Elva Hsiao     |
| 2008 | "Is There Love?"                 | Kim Yong-jin   |
| 2017 | "Hot Sugar"                      | Turbo          |

## Discografia
| Detalhes do álbum                                                             | |
| ----------------------------------------------------------------------------- | --- |
| T.J Project - Lançamento: 8 de agosto de 2000 - Gravadora: LOEN Entertainment | Lista de faixas 1. God Bless TJ (com participação de g.o.d) 2. Hey Girl 3. Take the Life of You 4. Devil's Heart 5. 비(햇살 눈부신 날의 비) 6. 돈(Money) 7. The Message 8. 니 소원이 내 손안에 있어 9. 일월지애(上) 10. 일월지애(下) 11. 나쁜 습관 12. 혁이의 사랑이야기 13. 아침의 향기 14. Since 1976 15. 바이러스 |

## Livros
| Ano  | Título                     | Editora    | ISBN               |
| ---- | -------------------------- | ---------- | ------------------ |
| 2013 | Jang Hyuk, Hot-Blooded Man | Paper Book | ISBN 9788997148325 |